# Yahualica de González Gallo
Yahualica de González Gallo è un comune del Messico, situato nello stato di Jalisco.